# Albaretto della Torre
Albaretto della Torre är en ort och kommun i provinsen Cuneo i regionen Piemonte i Italien. Kommunen hade 224 invånare (2018).